# Discografia di Irama
La discografia di Irama, cantautore italiano, è costituita da quattro album in studio, due EP, ventisette singoli e ventisei video musicali (inclusi quelli come artista ospite), pubblicati dal 2014.

## Album in studio
| Anno                                                         | Titolo | Classifiche | Classifiche | Certificazioni     | Unità           |
| Anno                                                         | Titolo | ITA         | SWI         | Certificazioni     | Unità           |
| ------------------------------------------------------------ | --- | ----------- | ----------- | ------------------ | --------------- |
| 2016                                                         | Irama - Pubblicato: 12 febbraio 2016 - Etichetta: Warner Music Italy - Formati: CD, CD+DVD, CD, download digitale, streaming                         | 41          | —           |                    |                 |
| 2018                                                         | Giovani - Pubblicato: 19 ottobre 2018 - Etichetta: Warner Music Italy - Formati: CD, download digitale, streaming                                    | 1           | 88          | - ITA: Platino     | - ITA: 50 000+  |
| 2022                                                         | Il giorno in cui ho smesso di pensare - Pubblicato: 25 febbraio 2022 - Etichetta: Warner Music Italy - Formati: CD, LP, download digitale, streaming | 1           | 19          | - ITA: Platino (4) | - ITA: 200 000+ |
| 2023                                                         | No Stress (con Rkomi) - Pubblicato: 7 luglio 2023 - Etichetta: Atlantic, Island - Formati: CD, LP, download digitale, streaming                      | 2           | —           | - ITA: Oro         | - ITA: 25 000+  |
| "—" indica una pubblicazione non classificata in quel paese. | |             |             |                    |                 |

## Extended play
| Anno                                                         | Titolo | Classifiche | Classifiche | Certificazioni     | Unità           |
| Anno                                                         | Titolo | ITA         | SWI         | Certificazioni     | Unità           |
| ------------------------------------------------------------ | --- | ----------- | ----------- | ------------------ | --------------- |
| 2018                                                         | Plume - Pubblicato: 1º giugno 2018 - Etichetta: Warner Music Italy - Formati: CD, download digitale, streaming | 1           | 20          | - ITA: Platino (3) | - ITA: 150 000+ |
| 2020                                                         | Crepe - Pubblicato: 28 agosto 2020 - Etichetta: Warner Music Italy - Formati: CD, download digitale, streaming | 1           | —           | - ITA: Platino     | - ITA: 50 000+  |
| "—" indica una pubblicazione non classificata in quel paese. | |             |             |                    |                 |

## Singoli

### Come artista principale
| Anno                                                         | Titolo                                              | Classifiche | Classifiche | Certificazioni     | Unità           | Album di provenienza                           |
| Anno                                                         | Titolo                                              | ITA         | SWI         | Certificazioni     | Unità           | Album di provenienza                           |
| ------------------------------------------------------------ | --------------------------------------------------- | ----------- | ----------- | ------------------ | --------------- | ---------------------------------------------- |
| 2015                                                         | Cosa resterà                                        | 100         | —           |                    |                 | Irama                                          |
| 2016                                                         | Tornerai da me                                      | —           | —           | - ITA: Oro         | - ITA: 25 000+  | Irama                                          |
| 2016                                                         | Non ho fatto l'università                           | —           | —           |                    |                 | Irama                                          |
| 2017                                                         | Mi drogherò                                         | —           | —           |                    |                 | /                                              |
| 2018                                                         | Un giorno in più                                    | 24          | —           | - ITA: Oro         | - ITA: 25 000+  | Plume                                          |
| 2018                                                         | Che ne sai                                          | 45          | —           |                    |                 | Plume                                          |
| 2018                                                         | Nera                                                | 2           | —           | - ITA: Platino (4) | - ITA: 200 000+ | Plume                                          |
| 2018                                                         | Bella e rovinata                                    | 21          | —           | - ITA: Platino     | - ITA: 50 000+  | Giovani                                        |
| 2019                                                         | La ragazza con il cuore di latta                    | 3           | 58          | - ITA: Platino (2) | - ITA: 100 000+ | Giovani per sempre                             |
| 2019                                                         | Arrogante                                           | 9           | —           | - ITA: Platino (3) | - ITA: 210 000+ | Crepe                                          |
| 2020                                                         | Milano (con Francesco Sarcina)                      | —           | —           |                    |                 | /                                              |
| 2020                                                         | Mediterranea                                        | 1           | 92          | - ITA: Platino (5) | - ITA: 350 000+ | Crepe                                          |
| 2020                                                         | Crepe                                               | 18          | —           | - ITA: Platino (2) | - ITA: 140 000+ | Crepe                                          |
| 2020                                                         | Ragazzi della nebbia (con Mace e gli FSK Satellite) | 54          | —           |                    |                 | OBE                                            |
| 2021                                                         | La genesi del tuo colore                            | 3           | 75          | - ITA: Platino (3) | - ITA: 210 000+ | /                                              |
| 2021                                                         | Melodia proibita                                    | 19          | —           | - ITA: Platino (2) | - ITA: 140 000+ | /                                              |
| 2021                                                         | Luna piena (con Rkomi e Shablo)                     | 12          | —           | - ITA: Platino (5) | - ITA: 500 000+ | Taxi Driver                                    |
| 2022                                                         | Ovunque sarai                                       | 2           | 11          | - ITA: Platino (4) | - ITA: 400 000+ | Il giorno in cui ho smesso di pensare          |
| 2022                                                         | 5 gocce (feat. Rkomi)                               | 3           | —           | - ITA: Platino (5) | - ITA: 500 000+ | Il giorno in cui ho smesso di pensare          |
| 2022                                                         | PamPamPamPamPamPamPamPam                            | 16          | —           | - ITA: Platino     | - ITA: 100 000+ | Il giorno in cui ho smesso di pensare          |
| 2022                                                         | Ali                                                 | 15          | —           | - ITA: Platino     | - ITA: 100 000+ | Il giorno in cui ho smesso di pensare (Deluxe) |
| 2023                                                         | Hollywood (con Rkomi e Shablo)                      | 17          | —           | - ITA: Platino (2) | - ITA: 200 000+ | No Stress                                      |
| 2023                                                         | Sulla pelle (con Rkomi)                             | —           | —           |                    |                 | No Stress                                      |
| 2024                                                         | Tu no                                               | 5           | 16          | - ITA: Platino (2) | - ITA: 200 000+ | /                                              |
| 2024                                                         | Galassie                                            | 21          | —           | - ITA: Platino     | - ITA: 100 000+ | /                                              |
| 2025                                                         | Lentamente                                          | 12          | 57          | - ITA: Oro         | - ITA: 100 000+ | /                                              |
| "—" indica una pubblicazione non classificata in quel paese. |                                                     |             |             |                    |                 |                                                |

### Come artista ospite
| Anno | Titolo                                     |
| ---- | ------------------------------------------ |
| 2014 | È andata così (Valerio Sgargi feat. Irama) |

## Altri brani entrati in classifica e/o certificati
| Anno | Titolo                            | Classifiche | Certificazioni | Unità           | Album di provenienza                  |
| Anno | Titolo                            | ITA         | Certificazioni | Unità           | Album di provenienza                  |
| ---- | --------------------------------- | ----------- | -------------- | --------------- | ------------------------------------- |
| 2018 | Che vuoi che sia                  | 53          |                |                 | Plume                                 |
| 2018 | Voglio solo te                    | 42          | - ITA: Oro     | - ITA: 25 000+  | Plume                                 |
| 2018 | Un respiro                        | 71          |                |                 | Plume                                 |
| 2022 | Colpiscimi (feat. Lazza)          | 55          |                |                 | Il giorno in cui ho smesso di pensare |
| 2022 | Iride (feat. Guè)                 | 81          |                |                 | Il giorno in cui ho smesso di pensare |
| 2022 | Una lacrima (feat. Sfera Ebbasta) | 24          | - ITA: Platino | - ITA: 100 000+ | Il giorno in cui ho smesso di pensare |
| 2023 | Sexy (con Rkomi feat. Guè)        | 45          |                |                 | No Stress                             |

## Collaborazioni
| Anno                                                         | Titolo                                                 | Classifiche | Album di provenienza |
| Anno                                                         | Titolo                                                 | ITA         | Album di provenienza |
| ------------------------------------------------------------ | ------------------------------------------------------ | ----------- | -------------------- |
| 2014                                                         | Amore mio (Valerio Sgargi feat. Irama)                 | —           | /                    |
| 2014                                                         | Per te (Valerio Sgargi feat. Irama)                    | —           | /                    |
| 2016                                                         | Fino a farmi male (Benji & Fede feat. Irama)           | —           | 20:05                |
| 2024                                                         | Saturno e Venere (Il Volo feat. Irama)                 | —           | Ad Astra             |
| 2025                                                         | Chhiù bene'e me (Rocco Hunt feat. Irama)               | 98          | Ragazzo di giù       |
| 2025                                                         | Mille problemi (Shablo feat. Irama, Joshua e Tormento) | 83          | Manifesto            |
| "—" indica una pubblicazione non classificata in quel paese. |                                                        |             |                      |

## Autore e compositore per altri artisti
| Anno | Titolo | Artista | Album di provenienza                                            |
| ---- | ------ | ------- | --------------------------------------------------------------- |
| 2025 | Anna   | Alfa    | Non so chi ha creato il mondo ma so che era innamorato (Deluxe) |

## Video musicali
| Anno | Titolo                            | Regista/i                                           |
| ---- | --------------------------------- | --------------------------------------------------- |
| 2014 | È andata così                     | —                                                   |
| 2016 | Cosa resterà                      | Claudio Zagarini                                    |
| 2016 | Tornerai da me                    | Alessandro Murdaca                                  |
| 2016 | Non ho fatto l'università         | Alessandro Murdaca                                  |
| 2017 | Mi drogherò                       | Felipe Conceicao                                    |
| 2018 | Nera                              | The Astronauts                                      |
| 2018 | Bella e rovinata                  | Boyz in the Hood (Felipe Conceicao e Lorenzo Galli) |
| 2019 | La ragazza con il cuore di latta  | Matteo Martinez                                     |
| 2019 | Arrogante                         | Gianluigi Carella                                   |
| 2019 | È andata così                     | Da 10 Production                                    |
| 2020 | Milano                            | Lorenzo Galli                                       |
| 2020 | Mediterranea                      | Gianluigi Carella                                   |
| 2020 | Crepe                             | Gianluigi Carella                                   |
| 2020 | Mediterranea (feat. De La Ghetto) | Gianluigi Carella                                   |
| 2021 | La genesi del tuo colore          | Gianluigi Carella                                   |
| 2021 | Melodia proibita                  | Davide Vicari                                       |
| 2022 | Ovunque sarai                     | Enea Colombi                                        |
| 2022 | 5 gocce                           | LateMilk                                            |
| 2022 | PamPamPamPamPamPamPamPam          | Daniel Bedusa                                       |
| 2022 | Ali                               | Francesco Lorusso e Broga's                         |
| 2023 | Sexy                              | Francesco Lorusso e Broga's                         |
| 2023 | Hollywood                         | Francesco Lorusso e Broga's                         |
| 2023 | Sulla pelle                       | Francesco Lorusso e Broga's                         |
| 2024 | Tu no                             | —                                                   |
| 2024 | Galassie                          | Zak Tassler                                         |
| 2025 | Lentamente                        | Francesco Lorusso e Broga's                         |